# Bernard Donfack
Bernard „Ben“ Donfack (* 10. Mai 1980 in Douala, Kamerun) ist ein deutscher Profiboxer und Personal Trainer kamerunischer Herkunft.

## Herkunft und Privatleben
2002 kam Donfack von Kamerun nach Deutschland. In Zeiten des Asyls und der Arbeitslosigkeit begann er mit dem Boxen und debütierte 2005 als Profi.
Er hat drei Söhne und zwei Töchter und lebt mit seiner Familie in Berlin.

## Erfolge
- 2007: Weltmeister des Global Boxing Council GBC im Halbschwergewicht
- 2009: Weltmeister des Global Boxing Council GBC im Supermittelgewicht
- 2013: Internationaler Meister der WBF im Halbschwergewicht
- 2014: Weltmeister der WBF im Supermittelgewicht[3]

## Sonstiges
Für den Dokumentarfilm Rich Brother (Deutschland/Kamerun/Kroatien, 2009) begleitete Insa Onken über zwei Jahre den schwierigen Start Donfacks in der Berliner Boxszene und im internationalen Profi-Geschäft, sowie seinen Versuch in Deutschland den hohen Erwartungen seiner kamerunischen Familie gerecht zu werden.
2009 wurde der Film, der in Zusammenarbeit mit der ZDF-Redaktion Das kleine Fernsehspiel entstand, auf dem 52. DOK Leipzig (26. Oktober bis 1. November 2009) mit der Goldenen Taube für den besten deutschen Dokumentarfilm ausgezeichnet.

## Ergebnisse als Profiboxer
| Ergebnis      |               | Gegner                | Typ | Runden | Datum      | Ort                      |
| ------------- | ------------- | --------------------- | --- | ------ | ---------- | ------------------------ |
| Unentschieden | Deutschland   | Robert Dallmann       | PTS | 4      | 2005-04-09 | Berlin, Deutschland      |
| Sieg          | Slowakei      | Otto Merlin           | MD  | 4      | 2005-12-02 | Zadar, Kroatien          |
| Sieg          | Tschechien    | Rudolf Murko          | PTS | 4      | 2006-03-03 | Bernau, Deutschland      |
| Unentschieden | Rumänien      | Tani Dima             | PTS | 4      | 2006-03-31 | Potsdam, Deutschland     |
| Unentschieden | Deutschland   | Riccardo Grassmann    | PTS | 8      | 2006-05-06 | Berlin, Deutschland      |
| Niederlage    | Deutschland   | Armin Dollinger       | MD  | 6      | 2006-05-27 | München, Deutschland     |
| Sieg          | Niger         | Samson Oludayo        | PTS | 4      | 2006-09-24 | Berlin, Deutschland      |
| Sieg          | Deutschland   | Sven Haselhuhn        | PTS | 6      | 2006-10-14 | Salzwedel, Deutschland   |
| Niederlage    | Deutschland   | Sascha Poppendieck    | UD  | 4      | 2006-11-11 | Oranienburg, Deutschland |
| Niederlage    | Ungarn        | József Nagy           | UD  | 10     | 2007-01-20 | Papa, Ungarn             |
| Niederlage    | Armenien      | Alexander Awdijan     | UD  | 12     | 2007-03-03 | Nürnberg, Deutschland    |
| Sieg          | Polen         | Christian Pawlak      | SD  | 6      | 2007-05-12 | Oranienburg, Deutschland |
| Niederlage    | Italien       | Serhiy Demchenko      | KO  | 2      | 2007-06-26 | Rom, Italien             |
| Sieg          | Slowakei      | Joseph Sovijus        | TKO | 4      | 2007-08-04 | Berlin, Deutschland      |
| Niederlage    | Polen         | Dawid Kostecki        | UD  | 8      | 2007-10-13 | Moskau, Russland         |
| Niederlage    | Polen         | Piotr Wilczewski      | UD  | 10     | 2007-11-16 | Tarnów, Polen            |
| Sieg          | Russland      | Zaur Jangubaev        | PTS | 6      | 2008-07-05 | Berlin, Deutschland      |
| Sieg          | Aserbaidschan | Rashad Karimov        | SD  | 6      | 2008-10-03 | Berlin, Deutschland      |
| Sieg          | Tschechien    | Jan Zajac             | TKO | 3      | 2008-11-21 | Weißenfels, Deutschland  |
| Sieg          | Tschechien    | Zdenek Siroky         | TKO | 2      | 2009-02-22 | Berlin, Deutschland      |
| Sieg          | Kirgisistan   | Viktor Dick           | KO  | 12     | 2009-04-11 | Weißenfels, Deutschland  |
| Sieg          | Tschechien    | Rudolf Murko          | KO  | 4      | 2009-05-08 | Berlin, Deutschland      |
| Sieg          | Deutschland   | Chris Puechner        | TKO | 2      | 2009-08-22 | Berlin, Deutschland      |
| Sieg          | Tschechien    | Jindrich Velecky      | PTS | 6      | 2009-11-15 | Berlin, Deutschland      |
| Niederlage    | Usbekistan    | Server Emurlajew      | UD  | 12     | 2010-02-20 | Donezk, Ukraine          |
| Niederlage    | Russland      | Maxim Wlassow         | UD  | 10     | 2012-03-16 | Krasnodar, Russland      |
| Niederlage    | Polen         | Mariusz Cendrowski    | UD  | 8      | 2012-09-22 | Breslau, Polen           |
| Sieg          | Deutschland   | Dominik Ameri         | TKO | 4      | 2013-03-08 | Saarbrücken, Deutschland |
| Sieg          | Ungarn        | Gabor Zsalek          | KO  | 4      | 2013-05-25 | Bad Ragaz, Schweiz       |
| Niederlage    | Deutschland   | Konni Konrad          | MD  | 12     | 2013-07-06 | Dortmund, Deutschland    |
| Sieg          | Tansania      | Said Mbelwa           | TKO | 4      | 2013-09-07 | Saarbrücken, Deutschland |
| Sieg          | Slowakei      | Pavol Garaj           | UD  | 6      | 2013-11-23 | Detmold, Deutschland     |
| Sieg          | Ungarn        | Gyorgy Marosi         | KO  | 2      | 2014-03-22 | Berlin, Deutschland      |
| Sieg          | Argentinien   | Javier Alberto Mamani | KO  | 10     | 2014-05-17 | Saarbrücken, Deutschland |
| Sieg          | Polen         | Christian Pawlak      | UD  | 12     | 2014-10-11 | Saarbrücken, Deutschland |
| Sieg          | Schweden      | Oscar Ahlin           | UD  | 8      | 2015-05-02 | Frederiksberg, Dänemark  |
| Niederlage    | Kolumbien     | Alexander Brand       | UD  | 12     | 2015-08-07 | Bogotá, Kolumbien        |